# Francis Adams (traductor)
Francis Adams (1796–1861) fue un médico escocés y traductor de obras médicas griegas.
Adams era de orígenes humildes; su padre era peón en una aldea. Durante los años 1819–1861 ejerció la medicina en Banchory, en el condado escocés de Aberdeenshire, atendiendo a una población diseminada por un área de dimensiones considerables.
En su época no había traducciones al inglés de las obras médicas clásicas griegas, romanas y árabes. A pesar de ser casi enteramente autodidacta, Adams se avocó a traducir dichos textos, destacando entre sus trabajos:
- The Seven Books of Paulus Aegineta [Los siete libros de Pablo de Egina] (1844-1847), una traducción sin el texto griego original;
- The Genuine Works of Hippocrates [Las obras genuinas de Hipócrates] (1849), una traducción sin el texto griego original;
- The Extant Works of Aretseus the Cappadocian [Las obras conservadas de Areteo de Capadocia] (1853), una traducción al inglés, incluyendo el texto griego original.